# 沙丘世界
《沙丘世界》（英語：Beachworld）是一部由史蒂芬·金於1984年在《奇詭故事》雜誌上所連載的短篇小說，並於1985年收錄在短篇小說集《史蒂芬·金的故事販賣機》內，2012年曾有制片人聲稱會改編成動畫短片，最終到2015年才上畫。

## 故事簡介
負責探索外太空的飛船在一個只有沙丘的無人星球墜毁，只有兩人生還，其中一人被沙丘迷惑了，只會站在沙丘上不吃不喝，另一人努力向外求救。終於有一間貿易太空船路過，他們希望帶同被迷惑的那人離開，誰知道沙丘突然變成一隻大手阻止，眾人只好立即逃離這個有生命的沙丘世界